# Frances Bergen

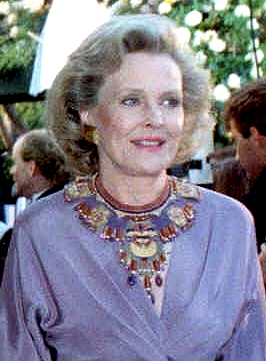
Frances Bergen 1990

Frances Bergen (* 14. September 1922 in Birmingham, Alabama; † 2. Oktober 2006 in Los Angeles, Kalifornien; geborene Frances Westerman) war eine US-amerikanische Schauspielerin und Fotomodell. Sie war die Ehefrau des Bauchredners Edgar Bergen und die Mutter der Schauspielerin Candice Bergen und deren Bruder Kris.

## Leben
Bergen wurde in Birmingham, Alabama als Tochter von William Albert and Lillian Mabel Westerman (geb. Howell) geboren. Als sie nach New York City kam, wurde sie ein erfolgreiches Fotomodell der Agentur Powers. Sie war das Chesterfield Girl und das Ipana Girl in Magazinen und während dieser Zeit als Frances Westcott bekannt.
Als Schauspielerin hatte Frances Bergen Nebenrollen in einer Vielzahl von Filmen. Sie debütierte in Untergang der Titanic (1953); danach spielte sie in Robert Z. Leonards Ihre zwölf Männer (Her Twelve Men, 1954) und Douglas Sirks Der letzte Akkord (Interlude, 1957). In der 1958/59 von CBS gedrehten Westernserie Yancy Derringer spielte sie in 19 der 34 Folgen an der Seite von Hauptdarsteller Jock Mahoney (als Yancy Derringer) und dessen Begleiter X Brands (als Pahoo-Ka-Ta-Wah) die Spielclubbesitzerin Madame Francine.
In den 1980er-Jahren spielte sie kleinere Rollen in Filmen wie American Gigolo, Zwei ausgekochte Gauner, Die Muppets erobern Manhattan, Der Morgen danach und Made in America. Sie übernahm zwischen den 1950er- und 1990er-Jahren auch Gastrollen in Fernsehserien, unter anderem The Millionaire, Heute Abend Dick Powell, Barnaby Jones, MacGyver und Mord ist ihr Hobby. Sie wirkte in den 1990er-Jahren auch in zwei Episoden von Murphy Brown mit, der Serie ihrer Tochter Candice Bergen.

### Privates
Frances Westerman traf im Alter von 19 Jahren Edgar Bergen, als sie an einem seiner Hörfunkprogramme mitwirkte. Er war zwei Jahrzehnte älter als sie, trotzdem heirateten die beiden am 28. Juni 1945. Sie blieben bis zu Edgar Bergens Tod im Jahre 1978 verheiratet, aus der Ehe kamen zwei Kinder. Nach dem Tod von dessen langjähriger Ehefrau Alexis Smith war Frances Bergen mit dem Schauspieler Craig Stevens liiert.
Frances Bergen starb im Cedars-Sinai Medical Center in Los Angeles am 2. Oktober 2006 im Alter von 84 Jahren.

## Filmografie
- 1953: Der Untergang der Titanic (Titanic)
- 1954: Ihre zwölf Männer (Her Twelve Men)
- 1956: Four Star Playhouse (Fernsehserie, eine Folge)
- 1957: Lux Video Theatre (Fernsehserie, eine Folge)
- 1957: Der letzte Akkord (Interlude)
- 1958: Jane Wyman Presents The Fireside Theatre (Fernsehserie, eine Folge)
- 1958–1959: Yancy Derringer (Fernsehserie, 19 Folgen)
- 1958, 1962: Bachelor Father(Fernsehserie, zwei Folgen)
- 1959–1960: The Jack Benny Program (Fernsehserie, zwei Folgen)
- 1960: The Millionaire (Fernsehserie, eine Folge)
- 1960: Shirley Temple’s Storybook (Fernsehserie, eine Folge)
- 1962: Heute Abend Dick Powell (The Dick Powell Show, Fernsehserie, eine Folge)
- 1977: Barnaby Jones (Fernsehserie, eine Folge)
- 1980: Ein Mann für gewisse Stunden (American Gigolo)
- 1981: Reich und berühmt (Rich and Famous)
- 1982: Bare Essence (Fernsehfilm)
- 1983: Zwei ausgekochte Gauner (The Sting II)
- 1983: Ein Richter sieht rot (The Star Chamber)
- 1984: Die Muppets erobern Manhattan (The Muppets Take Manhattan)
- 1985: Hollywood – Intim und indiskret (Hollywood Wives, Miniserie, drei Folgen)
- 1986: MacGyver (Fernsehserie, eine Folge)
- 1986: Der Morgen danach (The Morning After)
- 1987: Nutcracker: Money, Madness & Murder (Miniserie)
- 1987: Mein Vater ist ein Außerirdischer (Out of This World, Fernsehserie, eine Folge)
- 1988: Mord ist ihr Hobby (Murder, She Wrote, Fernsehserie, eine Folge)
- 1990: Eating
- 1990, 1998: Murphy Brown (Fernsehserie, zwei Folgen)
- 1993: Made in America